# Roncus tintilin
Espèce
Roncus tintilin est une espèce de pseudoscorpions de la famille des Neobisiidae.

## Distribution
Cette espèce est endémique de Serbie. Elle se rencontre vers Rujište.

## Description
Les mâles mesurent de 2,84 à 3,35 mm et les femelles de 3,10 à 3,58 mm.

## Publication originale
- Ćurčić, Ćurčić, Ćurčić & Makarov, 1993 : Three new epigean representatives of Roncus L. Koch, 1873 (Neobisiidae, Pseudoscorpiones), from the Balkan Peninsula. Bijdragen tot de Dierkunde, vol. 62, no 4, p. 237-248.